# Hypena phricocyma
Hypena phricocyma là một loài bướm đêm trong họ Erebidae.